# یواس‌اس تیک (ای‌ان-۳۵)
یواس‌اس تیک (ای‌ان-۳۵) (به انگلیسی: USS Teak (AN-35)) یک کشتی است که طول آن 163' 2" می‌باشد. این کشتی در سال ۱۹۴۱ ساخته شد.